# Underground Kingz
UGK (acronimo di Underground Kingz) è stato un duo hip hop nato a Port Arthur (Texas), formato nel 1987 da due amici di lunga data:
- Pimp C (Chad Butler)
- Bun B (Bernard Freeman)

## Storia del gruppo
Il duo UGK pubblica il suo primo album nel 1988, dal titolo The Southern Way, e distribuito da una etichetta discografica locale chiamata Big Tyme Records tramite musicassetta. Nel 1992, attraggono l'attenzione Jive Records che propone loro un contratto per cinque dischi, il loro album di debutto per la major Too Hard to Swallow viene pubblicato più tardi nello stesso anno, il 10 novembre. L'album contiene diverse nuove canzoni ma anche altre provenienti dal precedente The Southern Way. Tuttavia, altri brani inizialmente inclusi sono stati tagliati all'ultimo minuto ufficialmente per il contenuto troppo esplicito. Cinque di questi brani sono stati poi raccolti in un EP distribuito dalla Big Tyme Records con l'appropriato titolo Banned.
Il successivo album Super Tight viene pubblicato due anni dopo il 30 agosto ed entra nel Billboard 200, anche se solo alla posizione n.95. Altri due anni passano per la realizzazione del loro terzo album per la Jive, intitolato Ridin' Dirty. Il disco va molto meglio dei suoi predecessori, salendo fino alla 15ª posizione. Dopo questa pubblicazione il duo rimane in silenzio per cinque anni, nei quali si limitano ad apparizioni di alto profilo come nella hit del 2000 di Jay-Z "Big Pimpin", e nel brano dei Three 6 Mafia "Sippin' on Some Sizzurp" dello stesso anno. Entrambe le collaborazioni incrementano la loro reputazione ed aiutano ad aumentare l'interesse per i progetti a cui stanno lavorando. La Jive non riesce a capitalizzare questo interesse per il duo, e l'uscita nel 2001 di Dirty Money passa quasi sotto silenzio.
Altri problemi per l'UGK sorgono nel 2002 quando Pimp C viene incarcerato il 28 gennaio per rapina a mano armata. Per il tempo della detenzione, Bun B lavora a collaborazioni con altri artisti per portare avanti la richiesta di scarcerazione del compagno. Durante questo periodo, la Jive pubblica il Best of UGK così come una versione Chopped and screwed remix dell'album.
Come risultato della detenzione di Pimp C, entrambi i membri dell'UGK iniziano carriere soliste più che altro per necessità. La Rap-A-Lot Records pubblica l'album di debutto come solista di Pimp C Sweet James Jones Stories, il 1º marzo 2005. Bun B più tardi farà la stessa cosa con Trill il 18 ottobre 2005, entrando al n.6 della Billboard 200 e successivamente salendo al n.1 della Top R&B/Hip-hop Album chart, diventando poi disco d'oro.
Il 30 dicembre 2005, Pimp C viene scarcerato sulla parola fino a dicembre 2009 e si rimette a lavorare sul suo prossimo album intitolato Pimpalation, pubblicato nel 2006. Il duo ha poi dichiarato la data di uscita del loro ultimo lavoro (che poi si sarebbe rivelato il penultimo): 7 agosto 2007, ed il disco si intitolerà Underground Kingz. Successivamente, Bun B farà uscire nel 2009 un album intitolato UGK 4 Life, dedicato proprio a Pimp C, improvvisamente deceduto il 4 dicembre 2007 in una stanza d'albergo in seguito a un'overdose di farmaci e che tra l'altro contiene anche alcuni brani dove appare lo stesso Pimp C, essendo stati registrati prima della sua morte.
UGK 4 Life si rivela quindi essere l'ultimo album vero e proprio del duo e può essere considerato anche il primo album postumo di Pimp C.

## Discografia

### Album in studio
- 1988 - The Southern Way
- 1992 - Banned
- 1992 - Too Hard to Swallow
- 1994 - Super Tight
- 1996 - Ridin' Dirty
- 2001 - Dirty Money
- 2002 - Side Hustles
- 2003 - Best of UGK
- 2004 - Jive Records Presents: UGK Chopped and Screwed
- 2007 - Underground Kingz
- 2009 - UGK 4 Life

### Singoli
- 1992 - Something Good - Too Hard to Swallow
- 1993 - Use Me Up - Too Hard to Swallow
- 1993 - Pocket Full of Stones - Too Hard to Swallow
- 1994 - It's Supposed to Bubble - Super Tight...
- 1994 - Front, Back, Side to Side - Super Tight...
- 1999 - Dirty Money - Dirty Money
- 1999 - Belts to Match - The Wood (Soundtrack)
- 2000 - Big Pimpin (Jay-Z feat. UGK) - Vol. 3: Life and Times of S. Carter
- 2000 - Sippin on Some Sizzurp (Three 6 Mafia featuring UGK) - When the Smoke Clears
- 2001 - Let Me See It - Dirty Money
- 2006 - Cold Cash (feat. Dame Majes of Violator)
- 2006 - Front Back T.I. (Feat. UGK) - King
- 2006 - Get Throwed (feat Z-Ro, Young Jeezy and Jay-Z) - Trill
- 2006 - Good Weather Music - Return Of The Trill